# Zef Kolombi
Zef Kolombi, né le 3 mars 1907 et mort le 23 janvier 1949, est un peintre albanais.

## Biographie
Zef Kolombi est né le 3 mars 1907 à Sarajevo d'un père albanais, Gjon Kolombi, qui y possède un hôtel, et d'une mère slovène, Francisca Hajdovnik. Son père meurt en 1910 suivi de sa mère l'année suivante. Zef et sa sœur Vera s'installent à Shkodra chez leur grand-mère, puis, après la mort de celle-ci, ils sont confiés aux soins de leur parrain Sokrat Shkreli.
À Shkodra, Zef Kolombi effectue sa scolarité dans une école élémentaire-orphelinat ouverte par les autrichiens, puis pendant trois ans dans une école jésuite. Il s'y découvre une passion pour la peinture qu'il pratique encore avec difficulté. Il se rend ensuite en Italie et visite des musées, des galeries d'art et des expositions de peinture. Revenu à Sarajevo où il travaille comme cordonnier, puis à Shkodra où il est commis à l'hôtel Grand, il commence en même temps à créer ses premières œuvres et effectue des copies des classiques.
En 1929, après avoir reçu une bourse d'État de Hile Mosi, Zef Kolombi repart pour l'Italie, où il étudie à l'Accademia di Belle Arti à Rome. À la fin de ses études, il retourne en Albanie et est nommé professeur de dessin à  Elbasan où il passe les dix années suivantes. Il se marie en 1936 et a un fils, Julian, puis un second mariage lui donne un autre fils, Gjovalin.
Zef Kolombi peint sur divers matériaux tels que le tissu, la toile, le carton et le contreplaqué, et la plupart de ses oeuvres sont des peintures à l'huile où dominent le rouge, le brun, le vert et le blanc. Son œuvre est en majorité exposée à la Galerie Nationale des Arts de Tirana. Elle se compose de 50 peintures et dessins contenant des paysages réalistes ( Une Récolte, 1947), des natures mortes ( Raisins et Poires, 1940) et des portraits ( Julian, 1946). Ces peintures ont souvent été exécutées en plein air et se distinguent par l'équilibre de leur composition et leur abondance de couleurs et de tons.
Il souffre d'asthme et de tuberculose au cours des deux dernières années de sa vie et meurt le 23 janvier 1949.